# ナポレオンズ
ナポレオンズは、ボナ植木とパルト小石の2人からなる、日本のマジシャンコンビ、であったが、2021年のパルト小石の死去にともないボナ植木1人で活動している。主にコメディマジックをメインジャンルとしている。日本奇術協会広報委員長。

## メンバー
ボナ植木（ボナうえき、1952年4月3日 - ）
本名は植木 康之（うえき やすゆき）。東京都出身。身長183cm。東京都立東高等学校、専修大学を卒業した。主にマジックの実演を担当する。
実家は金庫店を経営しており、父の趣味であるマジックに影響を受けマジシャンを志す。なお、金庫店の顧客には白井良明の父がおり、のちに白井とナポレオンズもステージで共演している。
子息の啓太は落語家・三遊亭好の助。2005年夏頃に三遊亭好楽に入門した。2006年7月には『ナポレオンズ・好楽W親子会』（好楽の子息は現・七代目三遊亭円楽）を行った。

パルト小石（パルトこいし、1952年6月24日 - 2021年10月26日）
本名は小石 至誠（こいし しせい）。岐阜県出身。身長164cm。岐阜県立関高等学校、専修大学を卒業した。主にトークで盛り上げる役回りを担当した。
「ナポレオンズの背の低い方」として認識される傾向にあるが、植木との対比でそう見えるだけであり、極端に背が低いわけではない。
2003年より松尾貴史に誘われ、春風亭昇太や須田泰成らと三軒茶屋の飲食店「BAR CLOSED」の共同経営者となった。不定期に「マジック・ナイト」として自ら企画したイベントを行っていたが、2013年3月頃に経営から離れている。
妻は建築インテリア雑誌『モダンリビング』（ハースト婦人画報社）発行人の下田結花。
2019年10月に急性リンパ性白血病を発症し、2020年7月に寛解したが8月に再発し、12月に臍帯血移植を受けた。2021年9月9日に肺炎のため再入院し、2021年10月26日午後4時26分に死去した。69歳没。

## 概要
専修大学の同期であり、両者はマジック同好会に所属していた。当時から植木はプロマジシャンを志しており、同好会のマジックショーでも色々なマジックを披露していた。一方の小石は同好会のマジックショーで司会者を務めることが多かった。
大学卒業後、植木はプロになるべく女性アシスタントのオーディションを繰り返していたが、初仕事の日時が決まっているのに良い人物とめぐり会えなかったため、成り行きでオーディションに立ち会っていた小石に当面のヘルプとしてアシスタントを要請し、受諾したことがきっかけでコンビでの活動が始動した。植木が小石にアシスタント役を頼んだ理由はマジックに対する理解があり、トークが得意であったためだとメディアのインタビューで答えている。小石は当時、一度就職した訪問販売の仕事が過酷だったため、そのまま会社を辞めて植木の相方になった。これについて植木は小石の没後、自分が引き込んだ形ではあったが、小石がいなければ世界に通じるマジシャンにはなれなかったと述懐している。
名前の由来は英雄ナポレオン・ボナパルトからだと答えることが多いが、実際はブランデー「ナポレオン」が由来である。コンビ名をどうするか打ち合わせていたとき、偶然目に入ったナポレオンから「ナポレオンズ」をコンビの名前とし、その後2人の芸名をナポレオン・ボナパルト由来のものにしたという。のちに、ナポレオンという名を無断で借用したことを詫びるべく、フランスのアンバリッドにあるナポレオン・ボナパルトの墓前を訪ねたことがある。
1977年にプロマジシャンとしてデビューした。その後、初代引田天功の内弟子となり、師匠に同伴して各地を巡り、ステージに上っていた。弟子とはいうもののマジックを教わる関係ではなく、自分たちが業界誌やビデオから得た海外マジシャンの情報を元に、師匠にアイデアを伝えるという助手のような関係だった。芸風も引田天功を真似ることができず、当時から師匠とは異なる方向性であった。とはいえ「弟子」という立場だったことで、師匠から生き方を学べたことや、風当たりが強い立ち位置を避けられるという利点もあったという。その後弟子入りから2年目に引田天功が死去した。引き続き風当たりが強い立ち位置を避けるため、師匠亡きあとはゼンジー北京に次ぐコメディマジシャンを志すに至る。デビュー当初はコメディマジックという芸風が所属事務所の社長からも受け入れられず仕事も少なく苦しんでいたが、松旭斎すみえを通じて知り合った永六輔が2人を各地の地方営業へと連れていく形でナポレオンズは仕事を増やし、やがてはそれが自信へと繋がっていったという。
1988年に世界マジックコンテスト（FISM）に出場し、グランドイリュージョン部門で3位となった。純粋な得点では1位だったが人種差別もあり、類似性により減点され3位になったという。
当初は小石がアシスタントという位置づけだったが、元からマジックが苦手であり、アシスタントもあまり上手くできなかったため、学生時代のようにトークで盛り上げる役回りへと転向したと小石本人は述懐している。
「地球が僕らのステージだ!」というキャッチコピーを掲げており、その言葉どおりにアジア、アメリカ、ヨーロッパ、アフリカでの公演を成功させている。
かつて取材で「Mr.マリックのトリックを暴く」という企画を引き受けたことがある。記者のリクエストに応えつつ、マジック業界の迷惑にならないギリギリのところを狙ったというが、結果的にはマリックから嫌われた上、日本奇術協会で懲罰人事を受けて理事から平会員待遇への降格となったと語っている。また、前田知洋はアメリカ留学前にナポレオンズのアシスタントとして働いていたことがある。
2021年のパルト小石の没後はボナ植木1人で活動を継続する。

## 主なネタ
本格的なイリュージョンなどもこなせるが、笑いを取るために仕掛けをばらしたり、そもそもマジックとは言えないようなネタも多い。
あったま・ぐるぐる
専用の小道具を小石の頭部にかぶせて回すと頭部がぐるぐると360度以上回転する（ように見える）代表作。途中で道具の回転を止めてもまだ小石の頭が回っているというところで笑いを取る。仕掛けは単純だが小道具を一定速度で回転させるのとそれに合わせて頭を回すのにはある程度の技術を必要とするもので、不慣れな素人が容易に真似できるものではない。2人のチームワークがあるからこそ可能なネタである。
マジック研究家からヒントを得て、2人が研究して生み出したネタであるとメディアのインタビューで答えている。
人体浮遊術
「師匠である初代引田天功が教えてくれた唯一の手品」という口上で始めることがある。1人が仰向けになった状態で寝てそこにもう1人が布をかぶせたあと、仰向けになっていた小石や植木の身体が宙に浮くかのように見える。実際は布の中でうつ伏せになり、腕立て伏せをしているというもので、アメリカの大道芸人から小石が2ドルで買ったネタである。
透視
提示した食べ物の中から1つを観客に選んでもらい、それに布を被せた状態で植木が何を選んだか当てるというもの。小石が早く当てろと催促するように見せかけながら露骨なダジャレでヒントを出し、そのダジャレを元に植木が正解を出す。
食べ物は寿司ネタ4種類や、野菜4種類などのバリエーションがある。
人体交換
箱の中に片方が入りもう片方が封をした後、布をかぶるなどして一瞬姿を隠した隙に入れ替わりを行うイリュージョン。このネタでは小石も実際にマジックを行う。
特製ステッカー
観客へのプレゼントとして用意されている。「痛いところに貼るとかぶれる」「枕の下に入れるとうなされる」など、毒っ気のあるオチを付けて説明を行う。

## 主な受賞歴
- 1988年 - 世界マジックコンテスト（FISM）グランドイリュージョン部門 第3位
- 2003年 - 文化庁芸術祭 演芸部門優秀賞（関東参加公演の部）[33]
- 2005年 - 日本クロースアップマジシャンズ協会 JAPAN CUP 2005 マジシャン・オブ・ザ・イヤー[34]

## メディア出演

### バラエティ
- 笑点（日本テレビ系列、1987年 - 2019年2月24日）
  - 番組前半の演芸コーナーに常連出演し、小石死没時点で同コーナーの最多出演者となっていた[35]。
  - 小石の死去に際し、2021年11月7日放送分の冒頭で追悼特集が放送され、2008年2月24日放送分の演芸に出演した際の映像がダイジェストで再放送された[35]。
- マジック王国（テレビ東京系列、2001年4月 - 9月） - 司会を務めた子供向けのマジック番組。
- 金曜バラエティー（NHK総合） - 初代司会の頃より年に何回かゲスト出演をしている。
- NHK趣味百科　やさしいマジック（NHK教育、1994年頃）
- 徹子の部屋（テレビ朝日系列） - ゲスト出演経験あり。小石が死去した後の2021年11月25日放送「追悼特集」（毎年恒例）で彼らが出演した回の映像を放送した。

ほか

### 映画
- 青天の霹靂（2014年）※小石のみ

### テレビドラマ
- 『時間ですよたびたび』（1988年、TBS） - 巡査役

### Vシネマ
- 『裏ホラー』（2008年、ジェネオンエンタテインメント） - 本人役

## 著書
ボナ植木
- 書斎がいらないマジック整理術（整理術・生産術の実用書）
- 魔術師たちと蠱惑のテーブル AからKまで13のトリックストーリー（マジックにまつわる短編小説集）

パルト小石
- 神様の愛したマジシャン ISBN 978-4-198-62542-9 - 自伝的小説、小石至誠 名義